# Terauchi Masatake
Terauchi Masatake (寺内 正毅) (5 tháng 2 năm 1852 - 3 tháng 11 năm 1919) là một nhà chính trị Nhật Bản. Ông là thủ tướng Nhật Bản từ 9 tháng 10 năm 1916 - 29 tháng 9 năm 1918.

## Gia đình
Con trai ông là Bá tước Terauchi Hisaichi, Nguyên soái, Tư lệnh Đạo quân Phương Nam.